# Norra Västmanlands kontrakt
Norra Västmanlands kontrakt är ett kontrakt inom Svenska kyrkan i Västerås stift. Kontraktet bildades 1 januari 2007 i samband med att Salabygdens kontrakt samt Mellersta Västmanlands kontrakt upphörde.

## Ingående församlingar
En del av Mellersta Västmanlands kontrakt
- Norbergs församling uppgick 2010 i Norberg-Karbennings församling.[1]
- Karbennings församling uppgick 2010 i Norberg-Karbennings församling.
- Västanfors-Västervåla församling
- Skinnskatteberg med Hed och Gunnilbo församling

Hela Salabygdens kontrakt
- Sala församling
- Norrby församling
- Möklinta församling
- Kumla församling som 2025 uppgick i Kumla, Tärna och Kila församling
- Tärna församling som 2025 uppgick i Kumla, Tärna och Kila församling
- Kila församling som 2025 uppgick i Kumla, Tärna och Kila församling
- Västerfärnebo församling som 2008 uppgick i Västerfärnebo-Fläckebo församling
- Fläckebo församling som 2008 uppgick i Västerfärnebo-Fläckebo församling